# Bartonia verna
Bartonia verna là một loài thực vật có hoa trong họ Long đởm. Loài này được (Michx.) Raf. ex Barton mô tả khoa học đầu tiên năm 1812.